# Мора, Родригу
Родри́гу Мо́ра де Карва́лью (порт. Rodrigo Mora de Carvalho; родился 5 мая 2007) — португальский футболист, атакующий полузащитник клуба «Порту».

## Клубная карьера
Выступал за юношеские команды клубов «Куштояш» и «Порту». 15 января 2023 года дебютировал за «Порту B» (резервную команду «Порту») в матче Второй лиги Португалии против «Тонделы». В возрасте 15 лет, 8 месяцев и 10 дней стал самым молодым игроком, дебютировавшим в профессиональном дивизионе португальского чемпионата. 2 июня 2023 года подписал профессиональный контракт с «Порту». Перед началом сезона 2024/25 продлил контракт с клубом до 2027 года и был переведён в основной состав «Порту». 25 сентября 2024 года дебютировал в основном составе «Порту», выйдя на замену в матче общего этапа Лиги Европы УЕФА против клуба «Будё-Глимт».

## Карьера в сборной
Выступал за сборные Португалии до 15, до 16, до 17 лет и до 21 года.
В 2024 году в составе сборной Португалии до 17 лет сыграл на юношеском чемпионате Европы на Кипре, забив гол в матче против Испании 21 мая, два гола против Англии 24 мая, гол против Польши 30 мая и гол против Сербии 2 июня. Португальцы дошли до финала турнира, в котором проиграли итальянцам. Мора стал лучшим бомбардиром турнира с 5 забитыми мячами, а также был включён в символическую «команду турнира».

## Достижения

### Командные достижения
Сборная Португалии (до 17 лет)
- Финалист чемпионата Европы (до 17 лет): 2024[11]

Сборная Португалии
- Победитель Лиги наций УЕФА: 2024/25

### Личные достижения
- Лучший бомбардир чемпионата Европы (до 17 лет): 2024 (5 голов)[12]
- Член «команды турнира» чемпионата Европы (до 17 лет): 2024[13]